# Mia Fishel
Mia Renee Fishel, née le 30 avril 2001 à San Diego en Californie, est une joueuse de soccer internationale américaine. Elle évolue actuellement au poste d'attaquante au Reign de Seattle.

## Biographie

### En club
Entre 2019 et 2021, elle joue pour les Bruins de l'UCLA dans le championnat universitaire américain. Elle y inscrit 32 buts en 59 matches. En 2022, un an avant la fin de son parcours universitaire, elle s'inscrit à la draft de NWSL et est choisie en cinquième position par le Pride d'Orlando. Elle choisit finalement de partir au Mexique et de signer avec le club le plus titré du pays, les Tigres de la UANL.
Lors du tournoi d'ouverture 2022, elle devient la première joueuse étrangère à remporter le soulier d'or de Liga MX Femenil. Elle remporte le tournoi, puis le tournoi de clôture 2023.
Mia Fishel est alors recrutée par Chelsea. Pour son premier match avec les Blues le 1er octobre 2023, elle inscrit déjà son premier but face à Tottenham. Elle se déchire le ligament croisé antérieur lors d'un entraînement en février 2024, ce qui l'éloigne des terrains pendant un an. En mars 2025, elle reprend la compétition et dispute quatre matches de championnat. Chelsea domine le football féminin anglais et remporte deux championnats, une coupe d'Angleterre et une coupe de la ligue pendant que Mia Fishel est dans l'équipe, mais sa blessure l'empêche de disputer les matches importants dans la quête de ces titres.
Barrée par la concurrence de Ramírez, Kerr ou Macario, elle quitte Chelsea en juillet 2025, retourne aux États-Unis et rejoint le Reign de Seattle en NWSL.

### En sélection
Mia Fishel est appelée par l'équipe nationale américaine dans toutes les catégories de jeunes : moins de 15 ans, moins de 17 ans et moins de 20 ans. Elle remporte le championnat de la CONCACAF dans chacune de ces catégories.
Elle participe à un camp d'entraînement avec l'équipe senior en octobre 2020, mais doit attendre le 24 septembre 2023 pour disputer son premier match lors d'une rencontre amicale face à l'Afrique du Sud. Le 29 octobre 2024, lors de son deuxième match, elle inscrit son premier but sous le maillot de l'USWNT lors d'un autre match amical face à la Colombie.
Elle est appelée avec les moins de 23 ans à son retour de blessure en 2025 pour deux matches amicaux face à l'Allemagne.

## Vie privée
La famille paternelle de Mia Fishel est d'origine bermudienne. Ses oncles Andrew et David Bascome ont joué avec l'équipe des Bermudes.

## Palmarès
Tigres UANL
- Liga MX (2) :
  - Vainqueure du tournoi d'ouverture 2022 et du tournoi de clôture 2023
  - Campeón de campeones 2023

 Chelsea
- Women's Super League (2) :
  - Championne en 2023-2024 et 2024-2025
- Women's FA Cup (1) :
  - Vainqueure en 2024-2025
- FA Women's League Cup (1) :
  - Vainqueure en 2024-2025

 États-Unis
- Championnat de la CONCACAF -15 ans (1) :
  - Championne en 2016
- Championnat de la CONCACAF -17 ans (1) :
  - Championne en 2018
- Championnat de la CONCACAF -20 ans (1) :
  - Championne en 2020